# Roger Eriksson (racerförare)

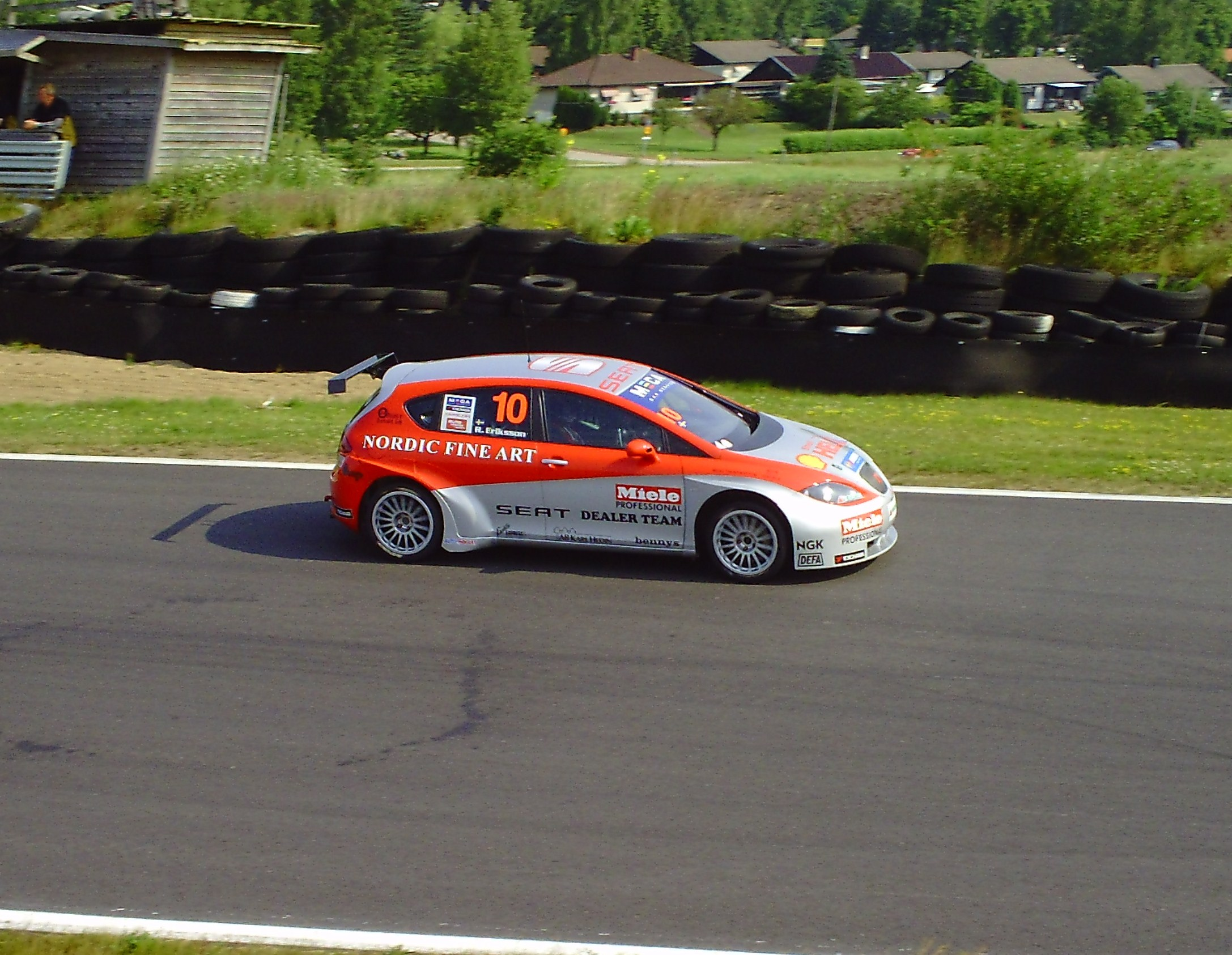
Roger Eriksson i Swedish Touring Car Championship på Falkenbergs Motorbana 2010.

Roger Eriksson, född 16 april 1988, är en svensk racerförare.

## Racingkarriär
Eriksson blev mästare i Junior Touring Car Championship 2006 och avancerade sedan upp till Swedish Touring Car Championship 2007.
| År                                               | Klass/Mästerskap                      | Team                                  | Bil                 | Totalt/poäng | Bästa placering           |
| ------------------------------------------------ | ------------------------------------- | ------------------------------------- | ------------------- | ------------ | ------------------------- |
| 2005                                             | Junior Touring Car Championship       | Shell Helix Bilmetro Junior Team      | Volkswagen Golf 1.6 | 3:a/205p     | Två segrar                |
| 2006                                             | Junior Touring Car Championship       | Eljas Motorsport                      | Volkswagen Golf 1.6 | 1:a/124p     | Åtta segrar               |
| 2007                                             | Swedish Touring Car Championship      | Picko Troberg Racing                  | BMW 320i            | 15:e/5p      | Två sjundeplatser         |
| 2008                                             | Swedish Touring Car Championship      | Nordic Fine Art                       | SEAT León           | 12:a/13p     | 2:a på Våler              |
| 2009                                             | Swedish Touring Car Championship      | Nordic Fine Art                       | SEAT León           | 10:a/39p     | 3:a i Göteborg (Race 2)   |
| 2010                                             | Swedish Touring Car Championship      | Mattias Ekström Junior Team           | SEAT León 2.0 TFSI  | 12:a/65p     | 4:a på Knutstorp (Race 2) |
| 2010                                             | Scandinavian Touring Car Cup          | Mattias Ekström Junior Team           | SEAT León 2.0 TFSI  | 16:e/20p     | 5:a på Knutstorp (Race 2) |
| 2011                                             | Scandinavian Touring Car Championship | SEAT Dealer Team/Brovallen Motorsport | SEAT León 2.0 TFSI  | 11:a/71p     | Två tredjeplatser         |
| Senast uppdaterad: 2011-10-04 (4849 dagar sedan) |                                       |                                       |                     |              |                           |